# Liste des séries parues dans le Business Jump

Cette page annexe liste l'ensemble des séries de manga étant ou ayant été prépubliées dans le magazine mensuel Business Jump de l'éditeur Shūeisha.

## Mode d'emploi et cadre de recherche
- Le tableau est triable.
  - Le tableau est, par défaut, affiché dans l'ordre d'apparition. Les 1re et 5e colonnes (« No  » et « Première publication ») trient dans le même ordre.
  - Les séries en cours apparaissent en fin de tableau si le tri est effectué selon la 6e colonne. Elles sont triées entre elles par ordre de première publication.
  - Des clés de tri en hiragana sont utilisées pour la 2de colonne.
  - Les 7e et 8e colonnes disposent d'un système de clés de tri afin de ne pas avoir de diacritique.
- Les 5e et 6e colonnes sont sous la forme « aaaa.nn » où « aaaa » désigne l'année et « nn » le numéro de la publication à prendre en compte.
  - S'il s'agit d'un numéro double, il apparait sous la forme « aaaa.nn/NN » où NN désigne le second numéro.
  - Une balise d'appel de références est automatiquement créée pour chaque année utilisée dans le tableau, il est toutefois nécessaire de créer la référence correspondante en fin de page.
- Deux couleurs sont utilisées dans le tableau pour signaler les manga en cours de publication lors de la dernière mise à jour :

|  | Manga en cours de publication le 29 septembre 2021 ; |

|  | Manga transféré dans un autre magazine et encore en cours de publication le 29 septembre 2021. |

- La 4e colonne (« Titre français ») n'est remplie que s'il existe un titre officiel en français choisi par un éditeur francophone.
- Les liens vers les articles en français se font dans la 4e colonne si elle est remplie, dans la 3e sinon.
- Les liens vers les articles en japonais n'existent que si l'article existe.
- Chaque année, groupe de hiragana ou lettre dispose d'une ancre. Après avoir trié selon ses désirs le tableau, il est possible de faire une recherche grâce au cadre ci-dessous.

| Type                    | Type                    | Liens                                                                                                 | Pour les colonnes                                                                           |
| ----------------------- | ----------------------- | --- | ------------------------------------------------------------------------------------------- |
| Par ordre chronologique | Par ordre chronologique | - 2011 - 2012 - 2013                                                                                  | No , Première publication, Dernière publication                                             |
| Par ordre chronologique | Par ordre chronologique | En cours                                                                                              | Dernière publication                                                                        |
| Titre                   | Par ordre numérique     | 0 à 9                                                                                                 | Titre japonais, Transcription, Traduction, Titre français, Auteur (dessinateur), Scénariste |
| Titre                   | Par ordre syllabaire    | - あ - か - さ - た - な - は - ま - や - ら - わ - ん                                                | Titre japonais                                                                              |
| Titre                   | Par ordre alphabétique  | - A - B - C - D - E - F - G - H - I - J - K - L - M N - O - P - Q - R - S - T - U - V - W - X - Y - Z | Transcription, Traduction, Titre français, Auteur (dessinateur), Scénariste                 |

## Liste
Liste des séries ayant été pré-publiées dans le Business Jump.
| No    | Titre japonais                            | Transcription                                               | Titre français            | Première publication | Dernière publication | Auteur (Dessinateur)            | Scénariste                     |
| ----- | ----------------------------------------- | ----------------------------------------------------------- | ------------------------- | -------------------- | -------------------- | ------------------------------- | ------------------------------ |
| 000 c | んんん                                    | zzzzz                                                       | 1985                      | 1985.00              | 1985.00              | zzzzz                           | zzzzz                          |
| 001   | セルロイドナイト                          | Celluloid Night                                             | —                         | 1985.01              | 1986.01              | Kentarō Yano                    | —                              |
| 002   | 一本包丁満太郎                            | Ippon Houchou Mantarou                                      | —                         | 1985.01              | 1996.10              | Jou Biggu                       | —                              |
| 003   | もんもんアカデミー                        | Monmon Academy                                              | —                         | 1985.01              | 1987.11              | Hiromu Furuya                   | —                              |
| 004   | マネーウォーズ                            | Money Wars                                                  | —                         | 1985.10              | 1989.14              | Hiromu Furuya                   | —                              |
| 004 c | んんん                                    | zzzzz                                                       | 1986                      | 1986.00              | 1986.00              | zzzzz                           | zzzzz                          |
| 005   | 新いっしょけんめいハジメくん              | Shin Isshokenmei Hajime-kun                                 | —                         | 1986.                | 1990.                | Kontarō                         | —                              |
| 006   | FROM C                                    | FROM C                                                      | —                         | 1986.02              | 1987.02              | Kentaro Yano                    | Jin Munesue                    |
| 007   | ちゃんねるアホリズム                      | Channel Aphorism                                            | —                         | 1986.04              | ?.                   | Keisuke Yamashina               | —                              |
| 008   | 黒大黒                                    | Kuro Daikoku                                                | —                         | 1986.04              | 1986.21              | Shotaro Ishinomori              | —                              |
| 009   | 男弐                                      | Oni                                                         | —                         | 1986.05              | 1990.08              | Kazuhiro Iga                    | Kazuo Koike                    |
| 010   | ワンルームストーリー                      | One-Room Story                                              | —                         | 1986.23              | 1992.07              | Hitomi Saki                     | —                              |
| 010 c | んんん                                    | zzzzz                                                       | 1987                      | 1987.00              | 1987.00              | zzzzz                           | zzzzz                          |
| 011   | 力王 RIKI-OH                              | Riki-Oh                                                     | —                         | 1987.13              | 1990.18              | Tetsuya Saruwatari              | Masahiko Takajou               |
| 012   | 鬼狩獣                                    | Onigarijuu                                                  | —                         | 1987.16              | 1988.12              | Kentarou Yano                   | —                              |
| 013   | 風が舞う                                  | Kaze ga Mau                                                 | —                         | 1987.01              | 1987.21              | Ishikawa Saburō                 | —                              |
| 014   | イケナイBOY                               | Ikenai Boy                                                  | —                         | 1987.22              | ?.                   | Yoshihiro Suma                  | —                              |
| 015   | どんたっち! 瞳子                          | Dontacchi! Douko                                            | —                         | 1987.04              | 1989.01              | Yukio Chikura                   | —                              |
| 015 c | んんん                                    | zzzzz                                                       | 1988                      | 1988.00              | 1988.00              | zzzzz                           | zzzzz                          |
| 016   | かってに志土                              | Katte ni Shido                                              | —                         | 1988.24              | 1990.13              | Tetsuya Yoshimura               | —                              |
| 016 c | んんん                                    | zzzzz                                                       | 1989                      | 1989.00              | 1989.00              | zzzzz                           | zzzzz                          |
| 017   | 九龍の牙                                  | Kuron no Kiba                                               | —                         | 1989.03              | 1989.16              | Tetsuta Yamada                  | Ryōsuke Arai                   |
| 018   | 博多風雲録                                | Hakata Fūunroku                                             | —                         | 1989.04              | 1990.23              | Mitsuhiro Kasuga                | —                              |
| 019   | 逢いたくて                                | Aitakute                                                    | —                         | 1989.19              | 1990.21              | Akihiro Kusano                  | —                              |
| 020   | メスよ輝け!!                              | Mesu yo Kagayake!!                                          | —                         | 1989.22              | 1994.14              | Tetsuta Yamada                  | Roran Takayama                 |
| 020 c | んんん                                    | zzzzz                                                       | 1990                      | 1990.00              | 1990.00              | zzzzz                           | zzzzz                          |
| 021   | 童乩                                      | Douran - Tongji                                             | —                         | 1990.08              | 1992.02              | Yugo Ishikiwa                   | Ryōsuke Arai                   |
| 022   | 甘い生活                                  | Amai Seikatsu                                               | —                         | 1990.11              | 2011.21・22          | Hikaru Yuzuki                   | —                              |
| 023   | オークション・ハウス                      | Auction House                                               | —                         | 1990.13              | 2003.06              | Seisaku Kanou                   | Kazuo Koike                    |
| 024   | 猛き黄金の国                              | Takeki Ougon no Kuni                                        | —                         | 1990.18              | 1992.04              | Hiroshi Motomiya                | —                              |
| 025   | ザ・ハード                                | The Hard                                                    | —                         | 1990.19              | 1996.09              | Tetsuya Saruwatari              | —                              |
| 025 c | んんん                                    | zzzzz                                                       | 1991                      | 1991.00              | 1991.00              | zzzzz                           | zzzzz                          |
| 026   | 銃夢                                      | Gunnm                                                       | —                         | 1991.03              | 1995.10              | Yukito Kishiro                  | —                              |
| 027   | 神の拳                                    | Kami no Kobushi                                             | —                         | 1991.07              | 1992.01              | Yasuichi Ōshima                 | —                              |
| 028   | 風牙                                      | Fūga                                                        | —                         | 1991.13              | 1991.24              | Hirohisa Tsuruta                | —                              |
| 029   | 駿河の雷太                                | Suruga no Raita                                             | —                         | 1991.18              | 1992.09              | Yūji Shiozaki                   | —                              |
| 029 c | んんん                                    | zzzzz                                                       | 1992                      | 1992.00              | 1992.00              | zzzzz                           | zzzzz                          |
| 030   | なつきクライシス                          | Natsuki Crisis                                              | —                         | 1992.02              | 1997.17              | Hirohisa Tsuruta                | —                              |
| 031   | 僕はミニに恋してる                        | Boku wa Mini ni Koi Shiteru                                 | —                         | 1992.03              | 1993.23              | Nonki Miyasu                    | —                              |
| 032   | 男達のエレジー                            | Otokodate no Elegy                                          | —                         | 1992.17              | 1993.11              | Tsukasa Tanaka                  | Ryūji Arai                     |
| 033   | 時には薔薇の似合う少女のように            | Toki ni wa Bara no Niau Shoujo no You ni                    | —                         | 1992.23              | 1997.08              | Fumio Nakajima                  | —                              |
| 034   | およしになって!蘭丸さん                   | Oyoshi ni natte! Ranmaru-san                                | —                         | 2012.24              | 2013.07              | Yukiwo                          | —                              |
| 034 c | んんん                                    | zzzzz                                                       | 1993                      | 1993.00              | 1993.00              | zzzzz                           | zzzzz                          |
| 035   | ウッシーとの日々                          | Usshi to no Hibi                                            | —                         | 1993.?               | 1999.?               | Manjirō Hata                    | —                              |
| 035 c | んんん                                    | zzzzz                                                       | 1994                      | 1994.00              | 1994.00              | zzzzz                           | zzzzz                          |
| 036   | 湾                                        | Wan                                                         | —                         | 1994.03              | 1994.20              | Ryōji Ryūzki                    | —                              |
| 037   | ノーサイド                                | No Side                                                     | —                         | 1994.04              | 1996.17              | Fumiharu Ikeda                  | —                              |
| 038   | 夢で逢えたら                              | Yume de Aetera                                              | —                         | 1994.05              | 2000.03              | Noriyuki Yamahana               | —                              |
| 039   | はてな                                    | Hatena                                                      | —                         | 1994.12              | 1995.06              | Kazuo Takahashi                 | —                              |
| 040   | 優駿たちの蹄跡                            | Yūshuntachi no Teiseki                                      | —                         | 1994.21              | 2001.04              | Hiromi Yamasaki                 | —                              |
| 040 c | んんん                                    | zzzzz                                                       | 1995                      | 1995.00              | 1995.00              | zzzzz                           | zzzzz                          |
| 041   | 三匹の貧乏人                              | Sanbiki no Binbōnin                                         | —                         | 1995.01              | 1996.23              | Ryōzō Ninomiya                  | —                              |
| 042   | GTロマン                                  | GT Roman                                                    | —                         | 1995.02              | ?.                   | Nishikaze                       | —                              |
| 043   | ウイメン                                  | Women                                                       | —                         | 1995.08              | 2000.17              | Murao Mio                       | —                              |
| 044   | ほっといてよ!ママ                         | Hottoite yo! Mama                                           | —                         | 1995.13              | 1999.17              | Akira Tomita                    | —                              |
| 044 c | んんん                                    | zzzzz                                                       | 1996                      | 1996.00              | 1996.00              | zzzzz                           | zzzzz                          |
| 045   | SEED                                      | SEED                                                        | —                         | 1996.01              | 1999.12              | Kei Honjō                       | —                              |
| 046   | BRAINS -コンピュータに賭けた男たち-       | Brains - Computer ni Kaketa Otokotachi                      | —                         | 1996.11              | 1997.07              | Shinji Kubota                   | Tomoyoshi Itō                  |
| 047   | 天空の門                                  | Tenkuu no Mon                                               | —                         | 1996.12              | 1999.01              | Toshiwo Kikuchi                 | —                              |
| 048   | はたらくおねえさん                        | Hataraku Onee-san                                           | —                         | 1996.13              | 2005.                | Yutaka Gotō                     | —                              |
| 049   | あばれブン屋                              | Abare Bun Ya                                                | —                         | 1996.18              | 2001.10              | Tetsuya Saruwatari              | —                              |
| 050   | 私立探偵 濱マイクシリーズ                 | Shiritsu Tantei Hama Maiku                                  | —                         | 1996.20              | 1998.11              | Noriyoshi Inoue                 | Kaizo Hayashi                  |
| 050 c | んんん                                    | zzzzz                                                       | 1997                      | 1997.00              | 1997.00              | zzzzz                           | zzzzz                          |
| 051   | 異能少女KAREN                             | Karen                                                       | —                         | 1997.07              | 1998.02              | Yū Yabūchi                      | —                              |
| 052   | BAR来夢来人                               | Bar Raimu Raito                                             | —                         | 1997.13              | 2002.21              | Fumiharu Ikeda                  | —                              |
| 052 c | んんん                                    | zzzzz                                                       | 1998                      | 1998.00              | 1998.00              | zzzzz                           | zzzzz                          |
| 053   | イエスタデイをうたって                    | Yesterday o Utatte                                          | Sing « Yesterday » for Me | 1998.01              | 2011.17              | Kei Tōme                        | —                              |
| 054   | 弁天様には言わないで                      | Benten-sama ni wa Iwanaide                                  | —                         | 1998.03              | 1999.17              | Hirohisa Tsuruta                | —                              |
| 055   | セックスレス                              | Sexless                                                     | —                         | 1998.14              | 1999.13              | Mio Murao                       | —                              |
| 056   | 損害保険調査員ゴリ                        | Songaihoken Shousain Gori                                   | —                         | 1998.14              | 2003.14              | Hiroaki Ariba                   | —                              |
| 057   | 人形町酒肴譚おしどりちどり                | Oshidori Chidori                                            | —                         | 1998.23              | ?.                   | Sango Morimoto                  | —                              |
| 058   | ワンナウツ                                | Wannautsu                                                   | One Outs                  | 1998.24              | 2009.03              | Shinobu Kaitani                 | —                              |
| 059   | きんぴか                                  | Kinpika                                                     | —                         | 1998.                | 2000.                | Makato Katayama                 | Jiro Asada                     |
| 060   | ホゲホゲ日記                              | Hoge Hoge Nikki                                             | —                         | 1998.                | 1999.                | Fumio Nakajima                  | —                              |
| 060 c | んんん                                    | zzzzz                                                       | 1999                      | 1999.00              | 1999.00              | zzzzz                           | zzzzz                          |
| 061   | アウトサイダー東宗介                      | Outsider Higashi Sousuke                                    | —                         | 1999.11              | ?.                   | Shingo Morita                   | —                              |
| 062   | カンブリアン                              | Cambrian                                                    | —                         | 1999.12              | 2000.14              | Noboru Miyama                   | —                              |
| 063   | 猛き黄金の国 道三                         | Takeki Ougon no Kuni Dousan                                 | —                         | 1999.18              | 2001.19              | Hiroshi Motomiya                | —                              |
| 064   | 警視総監アサミ                            | Keishi Sokan Asami                                          | —                         | 1999.21              | 2006.15              | Teruto Aruga                    | Masayaki Kondo                 |
| 065   | (株)～かっこかぶ～                        | (Kabu)                                                      | —                         | 1999.                | 2005.                | Denki Watanabe                  | —                              |
| 065 c | んんん                                    | zzzzz                                                       | 2000                      | 2000.00              | 2000.00              | zzzzz                           | zzzzz                          |
| 066   | REFRAIN                                   | Refrain                                                     | —                         | 2000.02              | 2002.20              | Fumio Nakajima                  | —                              |
| 067   | 神々の山嶺                                | Kamigami no itadaki                                         | Le Sommet des dieux       | 2000.05              | 2003.07              | Jirō Taniguchi                  | —                              |
| 068   | 彼女が死んじゃった。                      | Kanojo ga Shinjatta                                         | —                         | 2000.11              | 2001.01              | Mari Okazaki                    | Nobuyuki Issiki                |
| 069   | 臨床心理士聖徳太一                        | Rinshoushinrishi Shoutoku Taichi                            | —                         | 2000.15              | ?.                   | Yoko Matsumura                  | Masahito Kagawa                |
| 070   | 柳生十兵衛死す                            | Yagyūjūbee Shisu                                            | —                         | 2000.21              | ?.                   | Ken Ishikawa                    | Fūtarō Yamada                  |
| 070 c | んんん                                    | zzzzz                                                       | 2001                      | 2001.00              | 2001.00              | zzzzz                           | zzzzz                          |
| 071   | 男の時間                                  | Otoko no Jikan                                              | —                         | 2001.03              | 2004.22              | Mio Murao                       | —                              |
| 072   | 麗羅                                      | Reira                                                       | —                         | 2001.15              | 2003.                | Noboru Miyama                   | —                              |
| 073   | 怨み屋本舗                                | Uramiya Honpo                                               | —                         | 2001.19              | 2007.18              | Shōshō Kurihara                 | —                              |
| 073 c | んんん                                    | zzzzz                                                       | 2002                      | 2002.00              | 2002.00              | zzzzz                           | zzzzz                          |
| 074   | 押忍!! スーパーあけぼの精肉部             | Ossu!! Super Akebono Seinikubu                              | —                         | 2002.02              | 2002.19              | Norihiro Sakakoshi              | —                              |
| 075   | いっしょけんめいハジメくん                | Isshokenmei Hajime-ku                                       | —                         | 2002.08              | ?.                   | Tarō Kon                        | —                              |
| 076   | 監査役野崎修平 銀行大合併編               | Kansayaku Nozaki Shuuhei - Ginkou Daigappei Hen             | —                         | 2002.17              | 2003.19              | Shigeru Noda                    | Ryōka Shū                      |
| 077   | 戦海の剣-死闘                             | Senkai no Tsurugi - Shitou                                  | —                         | 2002.18              | 2004.20              | Shun Amanuma                    | —                              |
| 078   | P女子寮のネコである                       | P-Joshiryou no Neko de Aru                                  | —                         | 2002.18              | 2007.13              | Chinatsu Tomisawa               | —                              |
| 079   | 異形人おに若丸                            | Igyoujin Oniwakamaru                                        | —                         | 2002.24              | 2004.08              | Tetsuya Saruwatari              | —                              |
| 079 c | んんん                                    | zzzzz                                                       | 2003                      | 2003.00              | 2003.00              | zzzzz                           | zzzzz                          |
| 080   | 俺の空'03                                 | Ore no Sora '03                                             | —                         | 2003.04              | 2004.04              | Hiroshi Motomiya                | —                              |
| 081   | 女子大生会計士の事件簿 公認会計士萌ちゃん | Joshidaisei Kaikeishi no Jikenbo - Kouninkaikeishi Moe-chan | —                         | 2003.18              | 2004.24              | Hiroshi Takano                  | Shinya Yamada                  |
| 082   | 監査役野崎修平                            | Kansayaku Nozaki Shūhei                                     | —                         | 2003.20              | 2007.03              | Shigeru Noda                    | Ryōka Shū                      |
| 082 c | んんん                                    | zzzzz                                                       | 2004                      | 2004.00              | 2004.00              | zzzzz                           | zzzzz                          |
| 083   | 法の庭                                    | Hō no Niwa                                                  | —                         | 2004.01              | 2004.04              | Shigeru Noda                    | Seiki Tabara                   |
| 084   | 鬼堂龍太郎・その生き様                    | Kidō Ryūtarō Sono Ikizama                                   | —                         | 2004.07              | 2006.18              | Keiichi Tanaka                  | —                              |
| 085   | DOKURO -毒狼-                             | Dokuro                                                      | —                         | 2004.12              | 2005.20              | Tetsuya Saruwatari              | —                              |
| 086   | ミステリー民俗学者 八雲樹                 | Mystery Minzoku Gakusha Yakumo Itsuki                       | —                         | 2004.15              | 2004.22              | Masakazu Yamaguchi              | Yōzaburō Kanari                |
| 087   | 島根の弁護士                              | Shimane no Bengoshi                                         | —                         | 2004.16              | 2008.16              | Tetsuo Aoki                     | Masahito Kagawa                |
| 088   | 嬢王                                      | Jōō                                                         | —                         | 2004.18              | 2008.05              | Nao Kurebayashi                 | Ryō Kurashina                  |
| 088 c | んんん                                    | zzzzz                                                       | 2005                      | 2005.00              | 2005.00              | zzzzz                           | zzzzz                          |
| 089   | オレンジ屋根の小さな家                    | Orange Yane no Chiisana Ie                                  | —                         | 2005.08              | 2008.01              | Noriyuki Yamahana               | —                              |
| 090   | 紅壁虎                                    | Hon-Pi-Fu                                                   | —                         | 2005.09              | 2007.                | Atsuji Yamamoto                 | —                              |
| 091   | モンキーピープル                          | Monkey People                                               | —                         | 2005.11              | 2007.21              | Eishō Shaku                     | —                              |
| 092   | 桜2号                                     | Sakura Nigō                                                 | —                         | 2005.12              | 2006.02              | Takewo Takeyama                 | —                              |
| 093   | ホスト一番星                              | Hosuto Ichibanboshi                                         | —                         | 2005.14              | 2007.08              | Dragon Odawara                  | —                              |
| 094   | がばい -佐賀のがばいばあちゃん-           | Gabai                                                       | Une sacrée mamie          | 2005.16              | 2010.04              | Saburō Ishikawa                 | Yoshichi Shimada               |
| 095   | 吉原のMIRAIさん                           | Yoshiwara no Mirai-san                                      | —                         | 2005.18              | 2006.09              | Masatoshi Masato                | Shō Makura                     |
| 096   | 官能小説家                                | Kannō Shōsetsuka                                            | —                         | 2005.19              | 2006.16              | Mio Murao                       | —                              |
| 097   | ラブラドール・和田ラヂヲ                  | Labrador Wada Radio                                         | —                         | 2005.21              | 2011.21・22          | Radio Wada                      | —                              |
| 098   | 手騎-テキ-                                | Teki                                                        | —                         | 2005.24              | 2007.07              | Hiromi Yamasaki                 | —                              |
| 098 c | んんん                                    | zzzzz                                                       | 2006                      | 2006.00              | 2006.00              | zzzzz                           | zzzzz                          |
| 099   | 殴人K                                     | Naguribito K                                                | —                         | 2006.02              | 2006.12              | Tsuyoshi Adachi                 | Masaru Miyasaki                |
| 100   | シードラゴン                              | Sea Dragon                                                  | —                         | 2006.06              | 2006.14              | Shōji Kanamaru                  | —                              |
| 101   | 昼まで寝太郎                              | Hiru Made Netarō                                            | —                         | 2006.07              | 2008.16              | Hiroshi Motomiya                | —                              |
| 102   | セイギのトビラ                            | Seigi no Tobira                                             | —                         | 2006.08              | 2007.23              | Masazaku Yamaguchi              | Michika Sakura                 |
| 103   | 探偵事務所5"                              | Tantei Jimusho 5"                                           | —                         | 2006.10              | 2006.22              | Kenichi Kiriki                  | Tomihiko Tokunaga              |
| 104   | 株主爽快                                  | '                                                           | —                         | 2006.11              | ?.                   | Shinya Yamada / Kaoru Tachibana | —                              |
| 105   | スイング スタイル                         | Swing-Style                                                 | —                         | 2006.12              | 2007.17              | Toshiki Yui                     | —                              |
| 106   | 密林少年 〜ジャングル・ボーイ〜           | Mitsurin Shōnen                                             | —                         | 2006.13              | 2007.05              | Akira Fukaya                    | —                              |
| 107   | 傷だらけの仁清                            | Kizu Darake no Jinsei                                       | —                         | 2006.18              | 2011.21・22          | Tetsuya Saruwatari              | —                              |
| 108   | 女帝 薫子                                 | Jotei Kaoruko                                               | —                         | 2006.19              | 2007.07              | Issaku Wake                     | Ryō Kurashina                  |
| 109   | ソムリエール                              | Somuriēru                                                   | Sommelière                | 2006.23              | 2011.21・22          | Katsunori Matsui                | Araki Joh                      |
| 109 c | んんん                                    | zzzzz                                                       | 2007                      | 2007.00              | 2007.00              | zzzzz                           | zzzzz                          |
| 110   | 世にも奇妙な漫☆画太郎                     | Yo nimo Kimyō no Man-gatarō                                 | —                         | 2007.01              | 2009.?               | Gatarō Man                      | —                              |
| 111   | ハレンチ学園 〜ザ・カンパニー〜           | Harenchi Gakuen - The Company                               | —                         | 2007.07              | 2008.10              | Teruto Aruga                    | Go Nagai                       |
| 112   | 現代美人妻図鑑                            | Gendai Bijinzuma Zukan                                      | —                         | 2007.08              | 2007.22              | Mio Murao                       | —                              |
| 113   | TRACKER 大神冬馬                          | Tracker Daijin Tōba                                         | —                         | 2007.18              | 2008.13              | Rokku Noma                      | Yōzaburō Kanari                |
| 114   | Dr.検事モロハシ                           | Dr. Kenji Morohashi                                         | —                         | 2007.10              | 2008.09              | Shigeru Noda                    | —                              |
| 115   | 霊能力者 小田霧響子の嘘                   | Reinōryokusha Odagiri Kyōno Uso                             | —                         | 2007.12              | 2011.21・22          | Shinobu Kaitani                 | —                              |
| 116   | 桜田ファミリア                            | Sakurada Family                                             | —                         | 2007.13              | 2008.07              | Dragon Odawara                  | —                              |
| 117   | モノクロームジェット                      | Monochrome Jet                                              | —                         | 2007.17              | 2008.03              | Kazuhiro Kumagai                | —                              |
| 118   | 怨み屋本舗 巣来間風介                     | Uramiya Honpo - Sukuruma Fūsuke                             | —                         | 2007.20              | 2009.08              | Shōshō Kurihara                 | —                              |
| 119   | 爆麗音                                    | Bakureon                                                    | —                         | 2007.23              | 2009.21              | Shutaro Yamada                  | Hiroto Saki                    |
| 119 c | んんん                                    | zzzzz                                                       | 2008                      | 2008.00              | 2008.00              | zzzzz                           | zzzzz                          |
| 120   | ノエルの気持ち                            | Noel no Kimochi                                             | —                         | 2008.02              | 2010.06              | Noriyuki Yamahana               | —                              |
| 121   | 大空者                                    | Ōzoramono                                                   | —                         | 2008.10              | 2008.18              | Noriyoshi Inoue                 | Dai Tennōji                    |
| 122   | SOLEIL 〜ソレイユ〜                       | Soleil                                                      | —                         | 2008.11              | ?.                   | Nao Kurebayashi                 | Ryō Kurashina                  |
| 123   | くノ一魔宝伝                              | Kunoichi Mahōden                                            | —                         | 2008.12              | 2010.14              | Masakazu Yamaguchi              | Tomon Aiba                     |
| 124   | ばりごく麺                                | Barigokumen                                                 | —                         | 2008.13              | 2009.23              | Junichi Nōjō                    | —                              |
| 125   | ハンサム★スーツ                           | Handsome Suit                                               | —                         | 2008.14              | 2009.05              | Teruto Aruga                    | Osamu Suzuki                   |
| 126   | シャトゥーン 〜ヒグマの森〜               | Shatōn - Higuma no Mori                                     | —                         | 2008.15              | 2009.14              | Michinori Okutani               | Toshinari Masuda               |
| 127   | 水島新司野球傑作選                        | '                                                           | —                         | 2008.17              | 2009.17              | Shinji Mizushima                | —                              |
| 127 c | んんん                                    | zzzzz                                                       | 2009                      | 2009.00              | 2009.00              | zzzzz                           | zzzzz                          |
| 128   | まだ、生きてる…②                          | Mada, ikiteru… 2                                            | Je ne suis pas mort 2     | 2009.04              | 2009.12              | Hiroshi Motomiya                | —                              |
| 129   | クースー! 〜さくらと秋奈 夢の酒〜         | Kusu!                                                       | —                         | 2009.07              | 2010.01              | Tetsuo Aoki                     | —                              |
| 130   | 怨み屋本舗 REBOOT                         | Uramiya Honpo - Reboot                                      | —                         | 2009.09              | 2011.21・22          | Shōshō Kurihara                 | —                              |
| 131   | 瞬きのソーニャ                            | Matataki no Sonya                                           | —                         | 2009.10              | 2011.21・22          | Hikaru Yuzuki                   | —                              |
| 132   | 嬢王 Virgin                               | Jōō Virgin - Roppongi Night GP Part II                      | —                         | 2009.11              | 2010.19              | Nao Kurebayashi                 | Ryō Kurashina                  |
| 133   | 珍遊記2                                   | Chinyūki 2                                                  | —                         | 2009.12              | 2010.18              | Gatarō Man                      | —                              |
| 134   | ホッとひと宿                              | Hot Hito Yado                                               | —                         | 2009.13              | 2010.19              | Atsuko Takakura                 | —                              |
| 135   | 研修医少女 〜レジデント・ガール〜         | Kenshūi Shōjo                                               | —                         | 2009.19              | 2010.09              | Kenichi Kiriki                  | —                              |
| 136   | ダシマスター                              | Dashi Master                                                | —                         | 2009.20              | 2011.21・22          | Naotsugu Matsueda               | Hikari Hayakawa                |
| 137   | マンキツ                                  | Mankitsu                                                    | —                         | 2009.23              | 2011.21・22          | Naotsugu Matsueda               | Hikari Hayakawa                |
| 137 c | んんん                                    | zzzzz                                                       | 2010                      | 2010.00              | 2010.00              | zzzzz                           | zzzzz                          |
| 138   | 阿呆鳥の唄                                | Ahōdori no Uta                                              | —                         | 2010.01              | 2010.?               | Noboru Takahashi                | —                              |
| 139   | シュセンドー                              | Shusendo                                                    | —                         | 2010.02              | 2010.11              | Yōzaburō Kanari                 | Tetsu Adachi                   |
| 140   | 猛き黄金の国 柳生宗矩                     | Takeki Ōgon no Kuni Yagyū Munenori                          | —                         | 2010.09              | 2011.09              | Hiroshi Motomiya                | —                              |
| 141   | オトメの帝国                              | Otome no Teikoku                                            | —                         | 2010.17              | 2011.21・22          | Torajirō Kishi                  | —                              |
| 142   | My doll house                             | My Doll House                                               | —                         | 2010.17              | 2011.21・22          | Torajirō Kishi                  | —                              |
| 143   | 江戸川乱歩 異人館                         | Edogawa Ranpo Ijinkan                                       | —                         | 2010.19              | 2011.21・22          | Masakazu Yamaguchi              | —                              |
| 144   | 妄想メガネ                                | Mōsō Megane                                                 | —                         | 2010.19              | 2011.21・22          | Yuki Azuma                      | —                              |
| 145   | ぼくの体はツーアウト                      | Boku no Karada wa Two Out                                   | —                         | 2010.20              | 2011.21・22          | Yoshitani                       | —                              |
| 146   | GOLDEN BOY II                             | Golden Boy II - Sasurai no Obenkyō Yarō Geinōkai Ōabarehen  | Golden Boy II             | 2010.20              | 2011.12              | Tatsuya Egawa                   | —                              |
| 147   | シンバシノミコ                            | Shinbashi no Miko                                           | —                         | 2010.21              | 2011.21・22          | Yasunori Mitsunaga              | —                              |
| 148   | 世界に大自慢したい日本の会社              | Sekai ni Daijiman Shitai Nippon no Kaisha                   | —                         | 2010.21              | ?.?                  | Kōji Koseki                     | —                              |
| 149   | 幼な妻マープルの事件簿                    | Osanazuma: Marple no Jikenbo                                | —                         | 2010.22              | 2011.14              | U-Jin                           | —                              |
| 150   | 白衣のカノジョ                            | Hakui no Kanojo                                             | —                         | 2010.24              | 2011.21・22          | Mika Hisaka                     | —                              |
| 150 c | んんん                                    | zzzzz                                                       | 2011                      | 2011.00              | 2011.00              | zzzzz                           | zzzzz                          |
| 151   | 魔法少女☆コンプレックス                   | Mahō Shōjo Complex                                          | —                         | 2011.06              | 2011.21・22          | Tsukiko Iwamura                 | —                              |
| 152   | セント・メリーのリボン 〜猟犬探偵〜       | Ryōken Tantei                                               | —                         | 2011.07              | 2011.17              | Jiro Taniguchi                  | Itsura Inami                   |
| 153   | だんじり                                  | Danjiri                                                     | —                         | 2011.08              | 2011.21・22          | Kouji Kouno                     | Shin Kudou / Kazuhiro Kiyohara |
| 153   | さくら三姉妹                              | Sakura Sanshimai                                            | —                         | 2011.10              | 2011.21・22          | SAKURA                          | —                              |
| 154   | となりのツァラトゥストラさん              | Tonari no Zarathustra-san                                   | —                         | 2011.11              | 2011.21・22          | Hideki Ōwada                    | —                              |
| 155   | GUY〜移植病棟24時〜                       | Guy - Ishoku Byōtō 24-ji                                    | —                         | 2011.12              | 2011.21・22          | Jirō Andō                       | Tomoaki Kitō                   |
| 156   | 俺の空                                    | Ore no Sora Detective Edition                               | —                         | 2011.15              | 2011.21・22          | Hiroshi Motomiya                | —                              |
| 157   | るべどの奇石                              | Rupedo no Kiishi                                            | —                         | 2011.02              | 2011.21・22          | Masane Muroi                    | —                              |